# Rudolph the Red-Nosed Reindeer
Rudolph the Red-Nosed Reindeer è una canzone natalizia scritta nel 1949 dal compositore statunitense Johnny Marks, basata sulla storia di Rudolph la renna dal naso rosso scritta da suo cognato Robert L. May.

## Storia
Nel 1939 Robert L. May creò il personaggio Rudolph la renna dal naso rosso per la Montgomery Ward; Marks, produttore radiofonico e già compositore di altre canzoni natalizie, decise di adattare la storia di Rudolph in una canzone.
Il brano venne registrato il 27 giugno 1949 e venne pubblicato il 1º settembre 1949 su disco in vinile da Gene Autry raggiungendo la prima posizione nella Billboard Hot 100 nel 1950.
Sul lato B del disco sono presenti altre tre canzoni natalizie: If It Doesn't Snow on Christmas, Here Comes Santa e Here Comes Santa Claus.

## Testo della canzone
And Prancer and Vixen,

Comet and Cupid

And Donner and Blitzen.

But do you recall

The most famous reindeer of all?

Rudolph the Red-Nosed Reindeer

Had a very shiny nose

And if you ever saw it

You would even say it glows

All of the other reindeer

Used to laugh and call him names

They never let poor Rudolph

Join in any reindeer games

Then one foggy Christmas Eve

Santa came to say

"Rudolph with your nose so bright

Won't you guide my sleigh tonight?"

Then all the reindeer loved him

And they shouted out with glee

"Rudolph the red-nosed reindeer

You'll go down in history!"»

### Traduzione
E Donnola e Freccia,

Cometa e Cupido

E Saltarello e Lampo.

Ma ricordate

La renna più famosa di tutte?

Rodolfo la renna dal naso rosso

Aveva un naso molto splendente

E se voi l'aveste visto

Direste addirittura che brilla

Tutte le altre renne

Solevano deriderlo e chiamare il suo nome

Esse non lasciavano mai che il povero Rodolfo

partecipasse ad alcun gioco di renna

Poi una vigilia di Natale nebbiosa

Babbo Natale venne a dire

"Rodolfo con il tuo naso così luminoso

Vorresti guidare la mia slitta stanotte?"

Poi tutte le renne lo amarono

e lo inneggiarono con gioia

"Rudolfo la renna dal naso rosso

Tu entrerai nella storia!"»

## Artisti che hanno cantato una cover
- 1950: Bing Crosby
- 1950: Spike Jones
- 1951: Red Foley
- 1953: Billy May
- 1957: The Cadillacs
- 1959: Dean Martin
- 1960: Alvin and the Chipmunks
- 1960: The Melodeers Chorus
- 1960: Paul Anka
- 1963: The Crystals
- 1964: Ernest Tubb
- 1964: Burl Ives
- 1965: The Supremes
- 1968: The Temptations
- 1970: The Jackson 5
- 1977: Rico J. Puno
- 1979: Paul McCartney
- 1982: Merle Haggard
- 1987: The California Raisings
- 1989: I Simpson (la famiglia canta la canzone durante i titoli di coda della puntata Un Natale da cani)
- 1990: Dolly Parton
- 1996: Alan Jackson
- 1996: The Wiggles
- 1996: Peach Hips
- 1998: Babyface
- 1999: Jewel
- 1999: Ringo Starr
- 2000: Lynyrd Skynyrd
- 2002: Jack Johnson
- 2004: Destiny's Child
- 2007: 1910 Fruitgum Company
- 2007: Avingarna
- 2009: Barry Manilow
- 2012: DMX
- 2020: Angemi

## Classifiche
Versione di Dean Martin
| Classifica (2023) | Posizione massima |
| ----------------- | ----------------- |
| Svizzera          | 33                |